# Лука Нижетић
Лука Нижетић (Сплит, 12. август 1983) је хрватски поп-рок певач, издао је шест музичких албума. Регионално је најпознатији по дуету "Права љубав" са Ланом Јурчевић из 2006. године, који је био велики хит. Био је члан жирија такмичења "Звијездице" хрватског римејка Пинкових звездица.

## Дискографија
Албуми
- Премијера (Менарт, 2005)
- Слободно дишем (Менарт, 2007)
- На трен и заувијек (Менарт, 2008)
- Live 09 (Менарт, 2009)
- Кад засвира (Менарт, 2012)
- Љубав је мукте (Менарт, 2018)
- Лудило брале (Далас рекордс, 2022)[7]

Синглови
- Не криви ме (2004)
- Теби пјевам (2004)
- Понекад пожелим (2004)
- Прољеће (2005)
- Мени требаш ти (2005)
- Права љубав са Лана Јурчевић (2006)[8]
- Море (2006)
- Пусти ме у сан (2007)
- Само реци да (2007)
- На трен и заувијек (2008)
- Ако узмеш љубав врати (2008)
- Ди си ти маре (2008)
- Заплеши са мном (2009)
- За лоше вијести немамо времена (2009)
- Откад љубим те (2010)
- Тамо гдје ме срце вуче (2011)
- Југо (2012)
- У сновима (2013)
- Вјечно (2013)
- Упомоћ (2014)
- Од најгорих најбољи са Лана Јурчевић (2015)
- Амстердам (2015)[9]
- Мате Мишо (2015)
- Мало фјака мало парти (2016) (2016)
- Кад туга умири прољеће са Тамбураши за душу (2016)
- Не не не да да да (2017)
- Лагано (2017)
- Воли ме као киша (2017)
- Радим што желим (2018)[10]
- Бруталеро (2019)
- Лудило брале са Рене Биторајац и Мирослав Шкоро (2019)
- Живот је леп (2020)
- Ае са Клапа Кампанело (2020)
- Ка море је живот (2020)
- Остани дите (2021)
- Ако тражиш љубав (2022)
- Загрли живот (2022)
- Кад се родиш усред Сплита (2022)
- Различито исти (2023)
- Манистра на поме (2024)
- Врића сриће (2024)
- Јужина (2025) Дора